# Luci Fanni
Luci Fanni (en llatí Lucius Fannius) va ser un militar romà del segle II aC. Formava part de la gens Fànnia, una gens romana d'origen plebeu.
Era llegat de l'exèrcit de Gai Flavi Fímbria en la guerra contra Mitridates VI Eupator l'any 84 aC. Va desertar junt amb Luci Magi i va passar al camp del rei del Pont al que va convèncer d'entrar en negociacions amb Sertori a Hispània amb l'ajut del qual podria obtenir la sobirania de l'Àsia Menor; Mitridates va enviar als dos desertors a Hispània (74 aC) i van signar un tractat en nom del rei del Pont. Sertori va prometre a Mitridates la Bitínia, Paflagònia, Capadòcia i Galogrècia (Galàcia) pel seu ajut contra el govern romà. Sertori va enviar a Mitridates al general Marc Vari al que acompanyaven com a consellers Luci Fanni i Luci Magi. Per consell d'ells, Mitridates va començar la tercera guerra contra Roma. El senat havia declarat enemics públics a Fanni i Magi. Únicament es torna a mencionar a Fanni quan dirigia un destacament de l'exèrcit de Mitridates contra Lucul·le.